# Étoile-Saint-Cyrice
Étoile-Saint-Cyrice település Franciaországban, Hautes-Alpes megyében. Lakosainak száma 24 fő (2022. január 1.). Étoile-Saint-Cyrice Chanousse, Montjay, Orpierre, Sainte-Colombe, Laborel és Villebois-les-Pins községekkel határos.

## Népesség
A település népességének változása:
| Lakosok száma | 39   | 20   | 28   | 34   | 31   | 31   | 30   | 29   | 28   | 24   |
|               | 1968 | 1982 | 1990 | 2006 | 2013 | 2015 | 2017 | 2019 | 2020 | 2022 |